# Torneo de Halle 2014
El Gerry Weber Open 2014 fue un torneo de tenis del ATP Tour 2014 en la categoría ATP World Tour 250. El torneo tuvo lugar en el Gerry Weber Stadion en Halle, Westfalia, Alemania, desde el 9 de junio hasta el 15 de junio, de 2014.

## Cabeza de serie

### Individual
| Tenista         | Ranking | Preclasificada |
| Rafael Nadal    | 1       | 1              |
| Roger Federer   | 4       | 2              |
| Milos Raonic    | 9       | 3              |
| Kei Nishikori   | 10      | 4              |
| Richard Gasquet | 13      | 5              |
| Mijaíl Yuzhny   | 16      | 6              |
| Tommy Haas      | 18      | 7              |
| Jerzy Janowicz  | 23      | 8              |

### Dobles masculinos
| Tenista                           | Ranking | Preclasificada |
| Łukasz Kubot Robert Lindstedt     | 45      | 1              |
| Juan Sebastián Cabal Robert Farah | 50      | 2              |
| Jean-Julien Rojer Horia Tecău     | 54      | 3              |
| Santiago González Scott Lipsky    | 75      | 4              |

## Campeones

### Individuales
Roger Federer venció a  Alejandro Falla por 7–6(7–2), 7–6(7–3).

### Dobles
Andre Begemann /  Julian Knowle vencieron a  Marco Chiudinelli /  Roger Federer por 1–6, 7–5, [12–10].